# Sigurd Carlsson
Karl Sigurd Ander Carlsson (i riksdagen kallad Carlsson i Solberga), född 14 september 1870 Lofta församling, Kalmar län, död där 7 oktober 1951, var en svensk lantbrukare och politiker (högern).
Carlsson var lantbrukare på gården Solberga och ordförande i kommunalstämma och kommunfullmäktige. Han var ledamot av riksdagens andra kammare 1909–1911, 1915–1924 samt 1929–1933, till 1911 invald i Norra Tjusts härads valkrets, 1915–1921 invald i Kalmar läns norra valkrets och därefter i Kalmar läns valkrets.